# 最強職《竜騎士》から初級職《運び屋》になったのに、なぜか勇者達から頼られてます
『最強職《竜騎士》から初級職《運び屋》になったのに、なぜか勇者達から頼られてます 』（さいきょうしょくりゅうきしからしょきゅうしょくはこびやになったのに、なぜかゆうしゃたちからたよられてます）は、あまうい白一による日本のライトノベル。2017年7月から『小説家になろう』にて連載され、2018年1月から書籍版がガガガブックス（小学館）より刊行されている。イラストは泉彩。2024年8月時点で電子版を含めたシリーズ累計部数は160万部を突破している。
メディアミックスとして、「マンガワン」にてコミカライズ版が連載開始、作画は幸路。

## あらすじ
最強職《竜騎士》から最弱の初級職《運び屋》に転職したアクセルは、相棒である竜王のバーゼリアと運び屋の仕事を始める。竜騎士だった当時を知るものは初級職になった彼を嘆き、竜騎士だった彼を知らないものは初級職である彼を馬鹿にするが、アクセルは自分の転職に満足していた。しかし初級職である筈のアクセルには、実は彼も知らなかった秘密があった。

## 登場人物
声優はオーディオブック・ドラマCD共通。
アクセル・グランツ
声 - 羽多野渉
「不可視の竜騎士」の二つ名を持つ。最強職の《竜騎士》から初級職《運び屋》に転職する。
細かいことを気にしない気さくな性格。「空飛ぶ運び屋」の異名をもつ。竜であるバーゼリアおも上回る体力を持つ。
バーゼリア・ハイドランティア
声 - 芹澤優
アクセルの相棒の竜王。ただし、幼体。人形態と竜形態に変化可能。大食漢。
ファング
声 - 伊東健人
アクセルの知人で、聖剣の勇者。
ルナ・リリウム
声 - 中井美琴
王国第四王女。《運び屋》アクセルの最初の依頼相手。スキルレベル４の《魅了》を持つ。強すぎるスキルによりモンスターや抵抗の低い人達に襲われてしまう。
ドルト・カウフマン
声 - 中尾隆聖
商業ギルドのサブマスター。
マリオン・フーベルジュ
声 - 南早紀
輸送系ギルドの代表者。超一流の運び屋。輸送系上級職《公儀飛脚》

## 既刊一覧

### 小説
- あまうい白一（著）・泉彩（イラスト） 『最強職《竜騎士》から初級職《運び屋》になったのに、なぜか勇者達から頼られてます』 小学館〈ガガガブックス〉、既刊6巻（2021年8月20日現在）
  1. 2018年1月18日発売[4]、ISBN 978-4-09-461108-3
  2. 2018年5月17日発売[5]、ISBN 978-4-09-461112-0
  3. 2018年11月21日発売[6]、ISBN 978-4-09-461115-1
  4. 2019年7月19日発売[7]、ISBN 978-4-09-461123-6
  5. 2020年3月19日発売[8]、ISBN 978-4-09-461136-6
  6. 2021年8月20日発売[9]、ISBN 978-4-09-461152-6

### 漫画
- あまうい白一（著）・泉彩（キャラクター原案）・幸路（作画） 『最強職《竜騎士》から初級職《運び屋》になったのに、なぜか勇者達から頼られてます@comic』 小学館〈裏サンデーコミックス〉、全14巻
  1. 2018年5月23日初版第1刷発行（5月18日発売[10]）、ISBN 978-4-09-128309-2
  2. 2018年10月17日初版第1刷発行（10月12日発売[11]）、ISBN 978-4-09-128636-9
  3. 2019年2月17日初版第1刷発行（2月12日発売[12]）、ISBN 978-4-09-128829-5
  4. 2019年7月24日初版第1刷発行（7月19日発売[13]）、ISBN 978-4-09-129295-7
  5. 2020年2月24日初版第1刷発行（2月19日発売[14]）、ISBN 978-4-09-129589-7
  6. 2020年7月22日初版第1刷発行（7月17日発売[15]）、ISBN 978-4-09-850201-1
  7. 2021年2月17日初版第1刷発行（2月12日発売[16]）、ISBN 978-4-09-850453-4
  8. 2021年7月21日初版第1刷発行（7月16日発売[17]）、ISBN 978-4-09-850623-1
  9. 2022年1月17日初版第1刷発行（1月12日発売[18]）、ISBN 978-4-09-850851-8
  10. 2022年6月22日初版第1刷発行（6月17日発売[19]）、ISBN 978-4-09-851165-5
  11. 2022年12月24日初版第1刷発行（12月19日発売[20]）、ISBN 978-4-09-851450-2
  12. 2023年9月17日初版第1刷発行（9月12日発売[21]）、ISBN 978-4-09-852829-5
  13. 2024年8月8日発売[22]、ISBN 978-4-09-853523-1
  14. 2024年8月8日発売[23]、ISBN 978-4-09-853524-8

## オーディオブック
小学館と81プロデュースによって配信された。2019年11月20日から第1巻、2022年3月22日から第2巻が発売。また、対象商品の購入で抽選応募シリアルコードを配布した、2019年12月7日にアニメイト新宿にて行われたイベントの「81プロデュース&ガガガ文庫presentsガガガ文庫オーディオブック リーディング&トークショー」でも朗読された。イベントの内容は、キャストの南早紀、青山吉能と、MC担当・米内佑希による朗読＋ミニトーク。
第1巻キャスト
羽多野渉（朗読＋アクセル）、芹澤優（バーゼリア）、伊東健人（ファングほか）、中尾隆聖（ドルト）、南早紀（マリオン）、青山吉能（コハクほか）、米内佑希（ジークほか）、中井美琴（ルナほか）、藤井隼（ミーティアの店主ほか）
第2巻キャスト
羽多野渉（朗読＋アクセル）・芹澤優（バーゼリア）・古賀葵（サキ）・青山玲菜（ライラック）・武内駿輔（ヴィルヘルム）・伊東健人（ファング）・南早紀（マリオン）・中尾隆聖（ドルト）・阿保まりあ（セシル）・木暮晃石（隊長）

## ドラマCD
2020年3月19日に『最強職《竜騎士》から初級職《運び屋》になったのに、なぜか勇者達から頼られてます　ドラマCD 「星降る都市の旅立ち前日」』がGAGAGA SHOP ONLINE（小学館）から発売された。著者による完全書き下ろし脚本で、キャストはオーディオブックから引き続き担当している（登場キャラクターはアクセル、バーゼリア、ドルト、マリオンの4名）。